# Macrotera laticauda
Macrotera laticauda är en biart som först beskrevs av Timberlake 1953.  Macrotera laticauda ingår i släktet Macrotera och familjen grävbin. Inga underarter finns listade i Catalogue of Life.